# Lorenzo Monaco

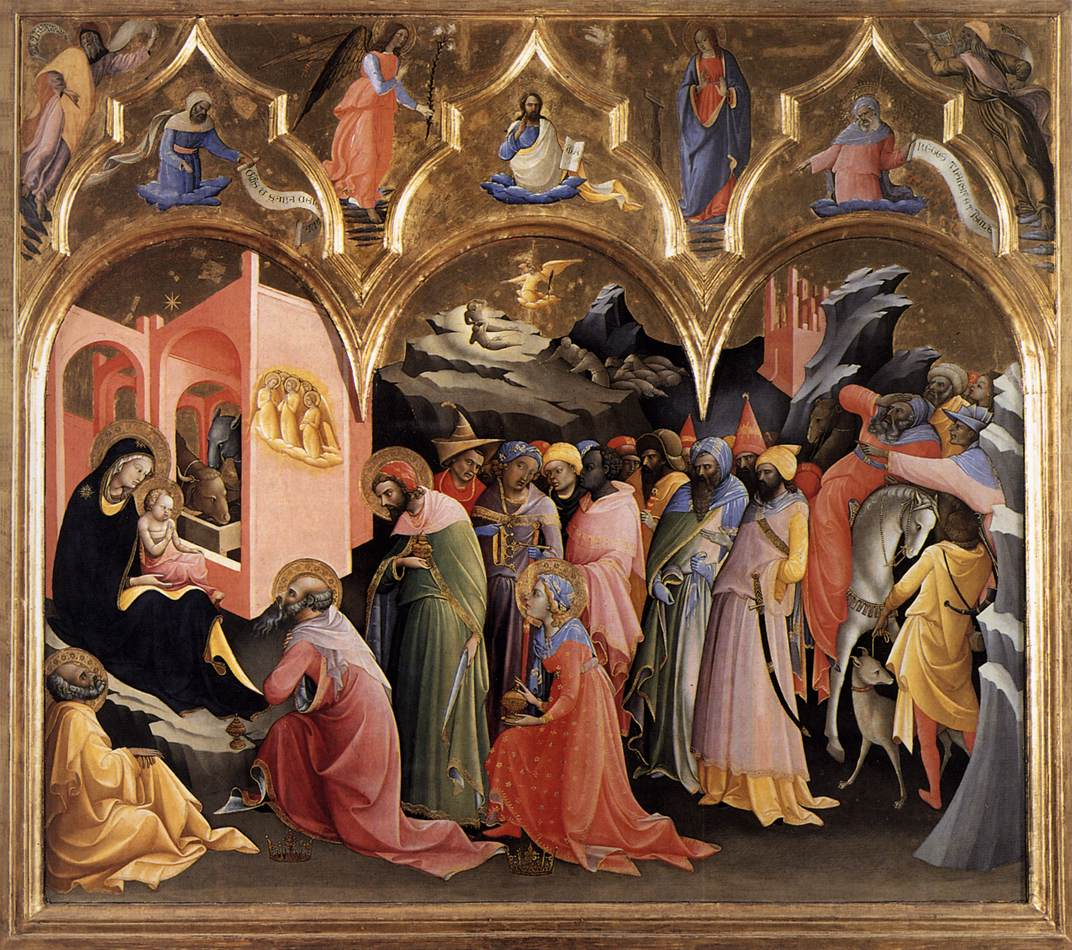
Háromkirályok imádása, 1420-22, Uffizi

Lorenzo Monaco (eredetileg Piero di Giovanni) (Siena, 1370 körül – Firenze, 1425 körül), olasz festő, a késő gótika-kora reneszánsz korban.

## Élete
Firenzében inaskodott mint festőtanonc, nagy hatással volt rá Giotto di Bondone és az ő követői, Spinello Aretino és Agnolo Gaddi. 1390-ben belépett a kamalduli szerzetesek közé, a Santa Maria degli Angeli kolostor lakója lett. Emiatt kapta a Monaco nevet, ami szerzetest jelent. 1404 körül művei már Lorenzo Ghiberti korai műveinek és Gherardo Starnina hatását mutatják. Ebből az időből származó Pietàja a Galleria dell'Accademián látható. Műveit aranyozott háttér jellemzi, profán elemeket rendszerint nem alkalmazott. 1414-ben festette az Uffiziben lévő Mária megkoronázása című képét, amelyen nagyszámú szent látható, ragyogó színekkel lefestve. Élete utolsó éveiben sem csatlakozott az akkor már korai reneszánsz stílusban festő művészek csoportjához. Ez figyelhető meg az 1420–22-ben festett Háromkirályok imádása című képen, ahol az akkor már széles körben használt perspektivikus ábrázolásnak nyoma sincs. Ennek ellenére népszerű festő maradt, ekkortájt festette a Bartolini Salimbeni-kápolnában lévő kevés freskói egyikét, A Szűz történetei címmel. Giorgio Vasari szerint betegségben halt meg, talán gangréna vagy tumor következtében.

## Fordítás
- Ez a szócikk részben vagy egészben  a   Lorenzo Monaco című angol Wikipédia-szócikk ezen változatának fordításán alapul.  Az eredeti cikk szerkesztőit annak laptörténete sorolja fel. Ez a jelzés csupán a megfogalmazás eredetét és a szerzői jogokat jelzi, nem szolgál a cikkben szereplő információk forrásmegjelöléseként.